# Seceda Seilbahn
De Seceda Seilbahn is een pendelbaan in Italië. De pendelbaan ligt in de skiregio Gröden-Seiseralm, vlak bij Sankt Ulrich. Het dalstation van de pendelbaan (Furnes) is tevens het bergstation van de Furnes Umlaufbahn. De pendelbaan kan maar 800 personen in één uur vervoeren, en dat kan 's winters lange wachtrijen veroorzaken bij het dalstation. Het bergstation van de pendelbaan (Seceda) ligt op 2445 m hoogte en ligt midden in het skigebied van Seceda.
De pendelbaan is in 1983 gereed gekomen.